# Cómo vive la otra mitad

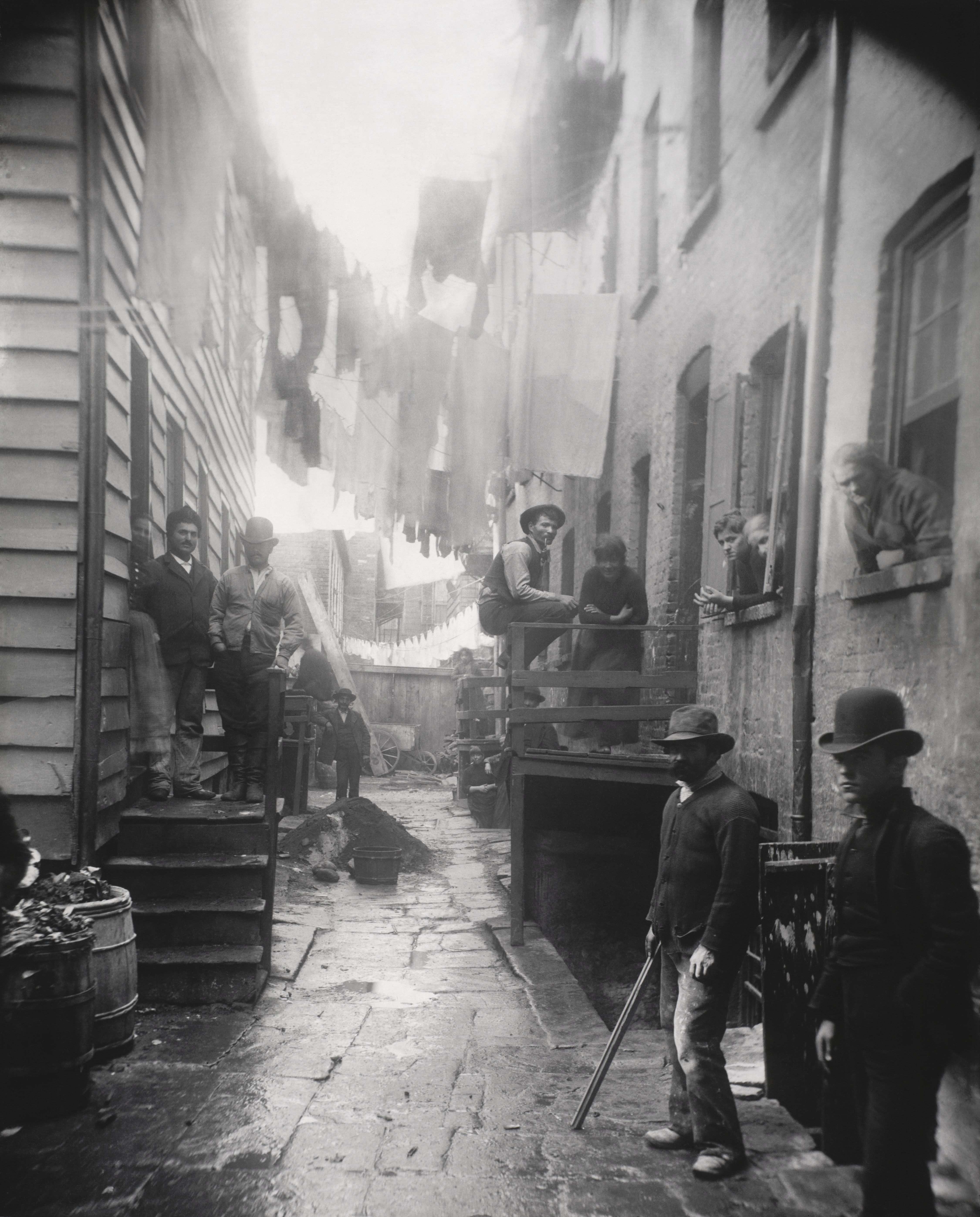
Cotarro del bandido (Bandits Roost), de Jacob Riis, Richard H. Lawrence y Henry G. Piffard, Nueva York, 1888.

Cómo vive la otra mitad: estudios entre las casas de vecindad de Nueva York (título original en inglés: How the Other Half Lives: Studies Among the Tenements of New York) fue uno de los trabajos pioneros del fotoperiodismo, realizado por Jacob Riis en 1888. El libro, originalmente ilustrado con semitonos (halftones) y grabados basados en sus fotografías, denuncia las condiciones de vida en los barrios obreros de la ciudad de Nueva York (Estados Unidos) en la década de los 80 del siglo XIX; fue un modelo del modo en que el periodismo y, en particular, el periodismo fotográfico podía hacerse eco de situaciones marginales que se daban en las clases media y alta de una sociedad.

## Historia y contenidos
Durante la década de los 80 del siglo XIX, las clases media y alta de la ciudad de Nueva York ignoraban las difíciles y peligrosas condiciones de marginalidad de los inmigrantes pobres. Jacob Riis, él mismo un inmigrante que, en principio, no pudo encontrar empleo, tenía la esperanza de exponer la miseria de los barrios del bajo Manhattan. Después de una exitosa carrera como reportero policial, decidió publicar este fotodocumental sobre dicha realidad social utilizando descripciones gráficas, bocetos, fotografías y estadísticas. Riis criticó la apatía de aquellos que, teniendo dinero para mejorar las condiciones de los suburbios de Nueva York, no hacían nada y la falta de conciencia de la gente común, que no emprendía ninguna iniciativa para dar solución al problema.
Cómo vive la otra mitad: estudios entre las casas de Nueva York, incluyó 15 imágenes en semitonos y 43 dibujos basados en las fotografías. La obra formuló duras críticas al gobierno local y señaló las difíciles condiciones de vida y explotación laboral a las que se enfrentaban los inmigrantes. Con una perspectiva actual, el acercamiento de Riis fue, en realidad, bastante conservador, dirigiéndose directamente a los acaudalados como la fuente principal de solución del problema, en lugar de apelar a la iniciativa gubernamental. Esperaba que el cambio se operase en las conciencias de los ciudadanos cristianos, lo que incentivaría la inversión del sector privado para construir infraestructuras y ayudar a los necesitados, con préstamos convenientes a los habitantes de los barrios bajos.
Gracias a la entonces reciente invención del flash de magnesio, Riis pudo captar la dimensión del problema, lo que le ayudó a exponer la miseria y las condiciones de vida del lugar. Esto desveló una nueva perspectiva de la vida nocturna de los pobres, obligados a malvivir en tugurios. La dura luz blanca del flash de magnesio causaba una mirada de choque en los rostros de los retratados, estética que abrió paso a la corriente de la fotografía cándida.

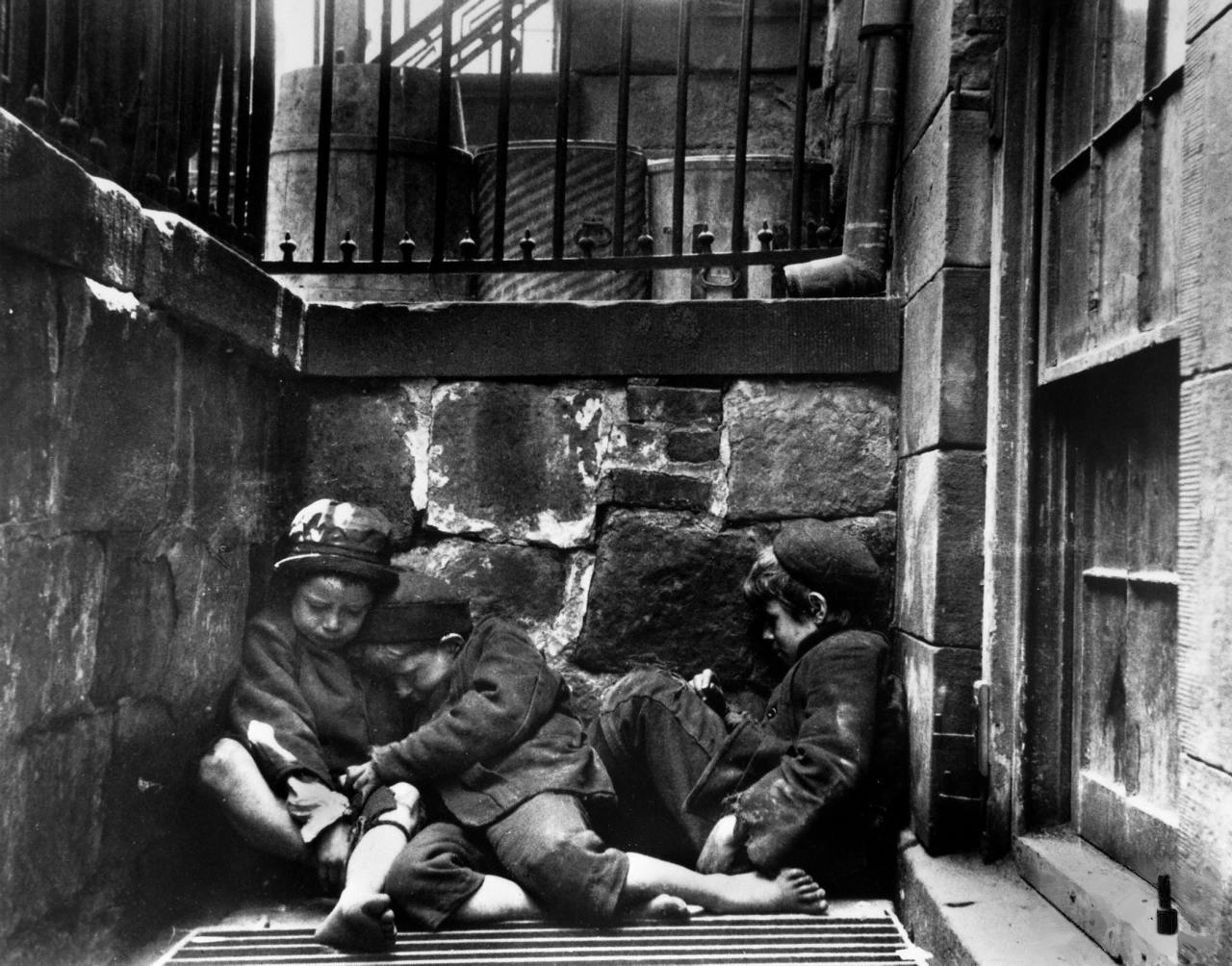
Niños callejeros en la Calle Mulberry (Manhattan) (Street Arabs in Sleeping Quarters), de Jacob Riis (circa 1889).

Riis ganó credibilidad desde este tipo de flash que permitía la espontaneidad. Sin embargo, no todas las fotografías de Riis fueron espotáneas: sus imágenes de niños de la calle los muestra obviamente dormidos. Como muchos observadores sociales del tiempo, Riis divide también al pobre en dos categorías: los que se la merecen y los que no. Las mujeres y los niños caen por lo general en la segunda clasificación, mientras que varones desempleados y criminales caen en la primera.
El libro no sólo examina las condiciones de vida de los suburbios de Nueva York, sino que señala también la explotación laboral a la que se ven sometida los trabajadores pobres. Denuncia también el problema de los niños trabajadores en fábricas de explotación laboral (sweatshops). Algunos niños trabajan en textileras y como voceadores de prensa. En conclusión, Riis da una idea de la vida de los menos afortunados en la Nueva York de su tiempo.
El libro, al igual que otros de Riis, estuvo influenciado por los reportajes de Charles Dickens, a quien Riis admiraba mucho por sus historias del Londres pobre. Muchos de los escritos de Riis se asemejan a los de Dickens, quien usaba siempre la primera persona en la narración para exponer la otra mitad. Riis, sin embargo, escribía siempre con un sentido de justicia carente en el escritor británico.

## Críticas
La obra de Riis despertó la atención de los habitantes de Nueva York por los residentes de los suburbios de la ciudad. Sin embargo, Riis fue también criticado por el método invasivo utilizado para captar sus fotografías. Por ejemplo, entraba ilegalmente en las residencias (si bien hay que decir, que las casas de vecindad carecían de privacidad e intimidad alguna, dado que la gente vivía hacinada con las puertas abiertas)[cita requerida].
Los escritos de Riis no están exentos de los prejuicios de la época hacia las distintas etnias que habitaban los barrios bajos: generalizaba las cualidades, tanto negativas como positivas, que hallaba en comunidades de inmigrantes, como chinos, judíos, italianos e irlandeses. Riis se dirigía a un público específico, impregnado de dichos prejuicios, lo que le facilitaba ganarse su confianza y simpatía con el fin de conseguir que se mostrasen receptivos, es decir, que su mensaje de denuncia, la obtención de reformas para todos los inmigrantes por igual, calara en la sociedad burguesa[cita requerida].

## Impacto
La obra de Riis impulsó importantes reformas sociales. Sus fotografías pusieron rostro a las enfermedades, a la explotación y masificación de más de un millón de inmigrantes. Ayudó a impulsar reformas que llegaron a estar en primera línea en la agenda del gobierno local. El presidente Theodore Roosevelt, entonces director del departamento de policía de Nueva York, bautizó a Riis el ciudadano ideal americano, por su manera de convertir en hechos las ideas que sostenía.
Riis luchó por mejorar la habitabilidad de las viviendas de los inmigrantes, con una adecuada iluminación, ventilación, servicio de alcantarillado y retretes. Animó la construcción de parques urbanos y áreas deportivas para los niños de los barrios bajos, y luchó por la mejora de las escuelas públicas en materia de infraestructuras con la creación de patios de recreo. Se dirigió especialmente a las clases media y alta de la ciudad, en quienes depositó la esperanza del cambio, y como resultado, aquellos que antes se mostraron indiferentes o ignoraban la realidad social, comenzaron a participar en iniciativas. Rockefeler y Carnegie, por ejemplo, invirtieron grandes sumas de dinero para la creación de un hospital para niños tuberculosos.
La obra de Riis inspiró a Jack London a escribir algo similar sobre el East End londinense, el homólogo al Lower East Side neoyorquino que Riis retrató, y que London tituló La gente del abismo, ilustrado también con fotografías.